# Биенвил (езеро)
Езеро Биенвил (на английски и на френски: Lac Bienville) е 4-то по големина езеро в провинция Квебек. Площта му, заедно с островите в него е 1249 км2, която му отрежда 35-о място сред езерата на Канада. Площта само на водното огледало без островите е 1047 км2. Надморската височина на водата е 426 м.
Езерото се намира в централната северна част на провинцията на 280 км източно от бреговете на Хъдсъновия залив. Площта на водосборния му басейн е около 21 хил. км2. Дължината му от запад на изток е 89 км, а дължината на бреговата линия – 774 км. През годината нивото на водната повърхност е с колебание от 1,1 м. От ноември до юни езерото е покрито с дебела ледена кора. Има стотици безименни острови с обща площ от 202 км2.
От езерото в западна посока изтича река Гранд Бален (724 км), която се влива в Хъдсъновия залив
Езерото Биенвил е открито през 1697 – 1698 г. от френския морски офицер и колонист Пиер Ле Муан д'Ибервил (1661 – 1701) и той го наименува в чест на брат си Жан Батист Ле Муан дьо Биенвил (1680 – 1767), четири пъти губернатор на Френска Луизиана в периода от 1701 до 1743 г.
Бреговете на езерото и островите в него за първи път са детайлно заснети, проучени и картирани през 1896 г. от канадския топограф Албърт Питър Лоу.